# Joe Contini
Joseph Mario Contini (Kanada, Ontario, Galt, 1957. január 29. –) profi jégkorongozó.

## Karrier
Komolyabb junior karrierjét a SOJHL-es Guelph Biltmore Mad Hattersben kezdte 1972–1973-ban és a következő évben is itt játszott. Ezután az OMJHL-es Hamilton Fincupsba került 1974–1976 között és 1976-ban megnyerték a Memorial-kupát. Utolsó junior évében a hamiltoni csapat elköltözött és St. Catharines Fincups lett e nevük. Az 1977-es NHL-amatőr drafton a Colorado Rockies választotta ki a nyolcadik kör 126. helyén. Részt vett az 1977-es junior jégkorong-világbajnokságon a kanadai csapatban és ezüstérmes lett. 1977–1978-ban játszott az IHL-es Flint Generalsban, a CHL-es Phoenix Roadrunnersben majd bemutatkozott a National Hockey League-ben a Rockiesben. A következő szezon felét az American Hockey League-es Philadelphia Firebirdsben, a másik felét a Colorado Rockiesben töltötte. 1979–1980-ban csak a CHL-ben játszott (Fort Worth Texans, Oklahoma City Stars). 1980. február 1-jén a Minnesota North Starshoz került de egyetlenegy mérkőzésen léphetett csak jégre a csapat mezében. Az idény több részét az Oklahoma City Starsban játszotta le ahol 77 mérkőzésen 95 pontot szerzett. 1981–1982-ben az AHL-es Hershey Bearsben és az IHL-es Muskegon Mohawksban játszott. A szezon végén visszavonult.

## Díjai
- J. Ross Robertson-kupa: 1976
- Memorial-kupa: 1976
- Junior jégkorong-világbajnoki ezüstérem: 1977